# Płomykówka ziemna
Płomykówka ziemna (Tyto capensis) – gatunek średniej wielkości ptaka z rodziny płomykówkowatych (Tytonidae). Zasiedla niektóre części środkowej i południowej Afryki. Nie jest zagrożony wyginięciem.

## Systematyka
Płomykówka ziemna jest blisko spokrewniona z płomykówką długonogą (T. longimembris), dawniej były one często uważane za jeden gatunek. Międzynarodowy Komitet Ornitologiczny (IOC) uznaje płomykówkę ziemną za gatunek monotypowy. Niektórzy autorzy wyróżniają jednak dwa podgatunki T. capensis:
- T. c. cameroonensis Serle, 1949 – wyżyny i góry Kamerunu,
- T. c. capensis (A. Smith, 1834) – pozostała część zasięgu występowania.

## Morfologia
Wymiary średnie:
- długość ciała: 34[5][8]–42[5][9] cm
  - długość skrzydła: 28,3–34,5 cm[9]
- masa ciała: 355–520 g[9]

Szlara ma barwę kremową, z żółtawym obrzeżeniem o gęstym, ciemnym nakrapianiu. Tęczówka czarnobrązowa, dziób od jasnoróżowego po białawy. Wierzch ciała jest całkowicie brunatnoczarny, z rzadkimi białymi i szarymi plamkami. Lotki pierwszego i drugiego rzędu mają barwę szarobrązową, lecz u nasady żółtawą. Ogon krótki, środkowe pióra brązowe, ale jaśnieją im bardziej na zewnątrz. Spód ciała kremowobrązowy do białawego, pokryty ciemnymi plamami. Nogi pokrywają jasne pióra, aż do 1/3 skoku. Pazury od ciemnobrązowego do prawie czarnego.

## Zasięg występowania
Występuje we wschodniej części RPA, w Lesotho, Suazi, Zimbabwe, północnej i południowej Tanzanii, południowej, wschodniej i zachodniej Demokratycznej Republice Konga, centralnym i południowo-wschodnim Kongu, północnej Angoli, południowo-zachodniej Kenii, wschodniej i zachodniej Ugandzie oraz w Kamerunie. Dwukrotnie stwierdzona w Etiopii, jedno błędne stwierdzenie w Namibii.

## Ekologia i zachowanie
Środowisko
Otwarte sawanny, łąki, także suche, do wysokości 3200 m n.p.m. W Górach Aberdare i górze Kenia może występować na wyższej wysokości. Środowisko, w którym żyje, cechują długie trawy.
Zachowanie
Płomykówka ziemna to ptak nocny i rzadko widuje się ją za dnia w locie. Dzień spędza na ziemi w wysokiej trawie. Udeptując ją, tworzy kopulaste przestrzenie lub nawet kilkumetrowe tunele. Para ptaków może razem przebywać. Jeżeli nie ma wystarczająco jedzenia, ptak ten może udać się na polowanie rankiem lub o zmierzchu. Zawołanie jest skrzeczące, podobne jak u płomykówki zwyczajnej, lecz łagodniejsze.
Drapieżnikiem, który może zagrozić temu gatunkowi, jest błotniak afrykański (Circus ranivorus).
Pożywienie
Wiadomo, że ten gatunek sowy poluje na żółtokreta nadbrzeżnego (Chlorotalpa duthieae), sierściomysz afrykańską (Dasymus incomtus), piaskogrzeba przylądkowego (Georychus capensis), gryzonie z rodzaju Otomys i Mastomys, afrojeża buszmeńskiego (Atelerix frontalis), ryjkonosy, zającowate, nietoperze, bekasy afrykańskie (Gallinago nigripennis), chrząszcze oraz termity.
Lęgi

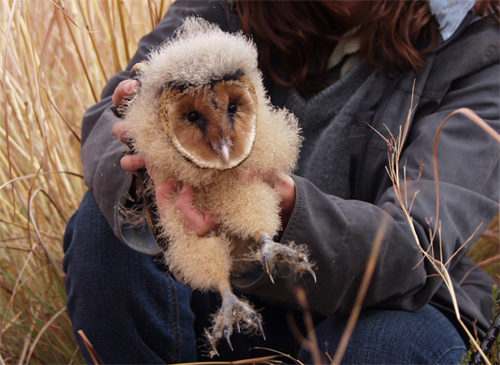
Pisklę płomykówki ziemnej

Płomykówka ziemna wyprowadza lęgi od grudnia do sierpnia. Gniazdo jest zagłębieniem w ziemi wyściełanym trawą. Odchodzą od niego liczne tunele, by ptak mógł z niego wychodzić, nie narażając się na atak drapieżnika. Składa 2–6 jaj, zazwyczaj w odstępach dwudniowych. Mają one wymiary 41,1×32,7 mm. Inkubacja (wyłącznie przez samicę) zaczyna się od złożenia pierwszego jaja i trwa 32–42 dni. Pierwsze 10 dni po wykluciu samiec donosi pokarm, a samica karmi pisklęta, potem robią to oba ptaki. Gdy pisklęta mają 28–35 dni, zaczynają chodzić po tunelach. W wieku 7 tygodni rozpoczynają próby latania. Po nauczeniu się pozostają z rodzicami przez 3 tygodnie, aż nie osiągną pełnej samodzielności.

## Status
IUCN uznaje płomykówkę ziemną za gatunek najmniejszej troski (LC, Least Concern) nieprzerwanie od 1988 roku. Liczebność światowej populacji nie została oszacowana; w 1999 roku ptak ten opisywany był jako lokalnie pospolity do niezbyt licznego. BirdLife International uznaje trend liczebności populacji za spadkowy ze względu na niszczenie siedlisk.